# Daniel Bernard
Daniel Bernard (ur. 1942 w Lyonie, zm. 29 kwietnia 2004 w Paryżu) – francuski dyplomata.
Studiował na Institut d'Études Politiques w Lyonie. W 1973 wstąpił do École Nationale d'Administration. W latach 1984–1986 doradca ministra spraw zagranicznych Laurenta Fabiusa.
Bliski współpracownik prezydenta Chiraca. W latach 1993–1995 ambasador Francji w Holandii.
W latach 1997–2002 był ambasadorem w Wielkiej Brytanii; w grudniu 2001 stał się bohaterem skandalu, kiedy w czasie prywatnej kolacji u lorda Blacka miał powiedzieć na temat Izraela, że nie widzi powodów, dla których "mielibyśmy akceptować III wojnę światową z powodu tych ludzi" ("pourquoi accepterions nous une troisième guerre mondiale à cause de ces gens là ?")
Rychło odwołany z eksponowanego stanowiska w Londynie, został mianowany ambasadorem w Algierii; pełnił tam misję dyplomatyczną do końca życia. Zmarł w jednym z paryskich szpitali.